# 资源描述与检索
资源描述与检索（Resource Description and Access，RDA），是以英美编目条例（AACR）为基础，为数字环境设计的，适用于图书馆目录用户和其他信息机构用户（例如档案馆、博物馆等）进行资源描述与检索的内容标准。诞生于2010年7月。